# الأخرس (فلم)
الأخرس  فيلم دراما مصري للمخرج أحمد السبعاوي عام 1980 كتب القصة والسيناريو والحوار الكاتب والناقد والمخرج  أحمد صالح. الفيلم من بطولة محمود ياسين، مديحة كامل، إيمان، صلاح نظمي، إحسان شريف، وناهد سمير  وتدور الأحداث حول مهندس التعدين أحمد الذي ينهار نفسيًا بعد تسبُّبهُ في مصرع زميله أثناء عملهما في مجال البترول فتتركه خطيبته، ثم يسافر مع عائلته لتونس، وهناك يتعرَّف على عايدة، وتنشأ قصة حب بينهما.
صدر الفيلم إلى دور العرض المصرية في 10 نوفمبر 1980.
منح موقع قاعدة بيانات الأفلام العربية «السينما.كوم» الفيلم درجة 5.6/ 10.

## طاقم التمثيل
محمود ياسين: في دور أحمد (مهندس تعدين)
مديحة كامل: في دور عايدة
إيمان: في دور ليلى (خطيبة أحمد الأولى)
صلاح نظمي: في دور والد عايدة
إحسان شريف: في دور زينب (والدة أحمد)
عايدة رياض: في دور نجوى (شقيقة أحمد)
ناهد سمير: في دور خديجة (والدة حسام)
تغريد عبد الحميد: في دور ليلى
أحمد ماهر: في دور عادل
عادل برهام: في دور حسام
أشرف السلحدار: في دور الطبيب
مديحة سليم: في دور هناء
رشوان مصطفى: في دور الدكتور عبد العظيم لطفي
حمدي يوسف: في دور رئيس مجلس إدارة الشركة
شفيق الشايب: في دور والد حسام
نجوى سلطان: في دور الراقصة
بالاشتراك مع: يحيى الجوكي.

## أحداث الفيلم
يدرس مهندس التعدين أحمد (محمود ياسين) بالجامعة بالإضافة لعمله في مواقع آبار البترول الاستكشافية لتقييم نوعيات البترول بالآبار المكتشفة. يطلب أحمد من زميله المهندس حسام (عادل برهام) أن يرفع ضغط المياه بأحد الأبراج، ويصعد حسام ولكنه يسقط ويلقى مصرعه أمام أحمد، الذي يشعر أنه السبب ويصاب بصدمة عصبية تفقده النطق. يمكث أحمد بالمستشفى فترة طويلة، وتشعر خطيبته ليلى (إيمان سركيس) بإستحالة عودته لحالته الطبيعية، فتقوم بفسخ خطبتهم. تزداد حالة أحمد النفسية سوءا، ويطلب الطبيب (أشرف السلحدار) من والدة أحمد، زينب (إحسان شريف)، وشقيقته نجوى (عايدة رياض) أن يسافروا به لمكان بعيد ليغير حالة الإحباط المحيط به. يسافر أحمد وأسرته إلى تونس، وهناك يتعرفوا على أسرة مصرية، وتتعاطف إبنتهم عايدة (مديحة كامل) مع أحمد وتحاول مساعدته، وتحبه ويبادلها نفس الشعور، وتثق ليلى في إمكانية الشفاء. يتشجع أحمد على التقدم لخطبة عايدة، ويوافق والدها (صلاح نظمي) لكنه يتحفظ على الخطوبة ويؤجل الأمر لحين الشفاء، ولكن إصرار عايدة يجعل الأب يسارع بالعودة للقاهرة. يزداد إحباط أحمد وأيضا لا يستطع العودة للعمل حتى لا يتذكر الحادثة، كما يرفض العمل المكتبي، بعيدا عن المواقع، وتضطر الشركة لإحالته إلى التقاعد. تبحث عايدة عن أحمد حتى تجده، وتصر على الزواج به بعد أن هجرت بيت أسرتها، ولكن أم أحمد تصر على إعادتها لأسرتها. بالرغم من الظروف الصعبة يتزوج أحمد من عايدة وسط رفض أسرتها وتهديدات والدها، ويتم الزواج وتحمل عايدة وتصاب بنزيف ويموت الجنين في بطنها، ويضطر الطبيب (رشوان مصطفى) لإجراء جراحة عاجلة. يحضر الأب ويواصل اتهام أحمد بأنه السبب فيما يحدث لإبنته، مما يجعل أحمد ينفعل ويتهم الأب بأنه ظالم، وتخرج الكلمات من فم أحمد واضحة بعد أن استرد صوته من جديد.

## استقبال الفيلم
كتبت زينب عبد اللاه على موقع صحيفة اليوم السابع في 30 أكتوبر 2021: «يستطيع الفنان المبدع أن يوصل إحساس الشخصية التي يؤديها بتعبيرات الوجه ونظرات العينين، ورغم أن التعبير بالصوت والكلمات والنص جزء هام من أساسيات التمثيل والتعبير عن الشخصية، فإن هناك عددا من الفنانين أبدعوا في أعمال فنية وتألقوا في أدوارهم واستطاعوا تجسيد شخصيات بدون أن ينطقوا أو يتكلموا كلمة في العمل الفني»، وتتابع الكاتبة: «يقوم محمود ياسين بأغلب مشاهده في الفيلم دون أن يتكلم ويستخدم مهارته في تجسيد مشاعر الشخصية على نظرات العين وتعبيرات الوجه وحركة الجسد، فابدع في هذا الدور ليكون أحد أهم أدواره التي أكد الفنان الكبير أنه يعتز بها.»
كتب ضياء مصطفى على موقع «في الفن filfan» تحت عنوان (سيكودراما «محمود ياسين».. بعيدا عن فخ التكرار والمبالغة): «يقدم ياسين في هذا الفيلم، الذي أخرجه أحمد السبعاوي، أحد تأثيرات الصدمة العصبية أو المرض النفسي وهو تحوله إلى مرض عضوي»، ويتابع المقال: «بوجه يملؤه الشعور بالضعف والإحساس بالذنب، عبر ياسين عن مشاعر شخصية أحمد بعد الحادث، ولم تفلح محاولات والدة صديقه في إخراجه من أزمته، وقتل الشعور بالذنب لديه.»
كتب الناقد السينمائي طارق الشناوي على موقع صحيفة المصري اليوم في 15 أكتوبر 2020: «رغم أن محمود ياسين ليس ممثلاً يمتلك صوتاً مؤثراً أو فخيماً وجذاباً فقط ولقد حسم هذه القضية عندما حاول البعض في البداية أن يقيد موهبة محمود ياسين في أدائه الصوتى، فقط قالوا إن»الكاريزما «تكمن في أحباله الصوتية التي لا تستطيع أن تقاومها النساء ويتوقف أمامها الرجال بنوع من الغيرة وأمام هذا التحدي لعب بطولة فيلم» الأخرس«عام 1980 ليثبت أن» الكاريزما«أعمق بكثير من أن تصبح مجرد فقط صوت.»

## وصلات خارجية
- مقالات تستعمل روابط فنية بلا صلة مع ويكي بيانات
- الأخرس على موقع الدهليز
- الأخرس على موقع كاروهات

https://letterboxd.com/film/the-mute/ الأخرس (فيلم 1980)
https://www.themoviedb.org/movie/474749?language=ar-SA الأخرس (فيلم 1980)